# Регеска
Реге́ска — гора в Чивчинських горах (частина Мармароського масиву). Розташована в межах Верховинського району Івано-Франківської області, на південний захід від села Зелене.
Висота 1569,6 м (за іншими даними — 1584 м). Регеска лежить у північно-західній частині головного хребта Чивчинських гір. Вершина незаліснена, схили стрімкі (особливо східні та західні), північно-східний схил переходить у перемичку-хребет, що веде до гори Рогеска Велика (1502,6 м). На північний захід розташована гора Стіг (1653 м), на південний схід — гора Копилаш (1599 м).
Через гору з південного сходу на північний захід проходить українсько-румунський кордон.